# Prionostemma minimum
Prionostemma minimum is een hooiwagen uit de familie Sclerosomatidae.